# Spathius virbius
Spathius virbius är en stekelart som beskrevs av Nixon 1943. Spathius virbius ingår i släktet Spathius och familjen bracksteklar. Inga underarter finns listade i Catalogue of Life.